# چطور با شوهرم آشنا شدم
چطور با شوهرم آشنا شدم (به انگلیسی: How I Met My Husband) یکی از داستان‌های کوتاه آلیس مونرو است که در مجموعهٔ می‌خواستم چیزی بهت بگم در سال ۱۹۷۴ منتشر شد. این داستان را نیایش عبدالکریمی به فارسی ترجمه کرده‌است.